# John Cominsky
John Cominsky (Barberton, Ohio, 22 de noviembre de 1995) es un jugador profesional estadounidense de fútbol americano que se desempeña en la posición de defensive end en Detroit Lions, equipo de la National Football League (NFL).

## Carrera
Fue seleccionado en la cuarta ronda en la Reunión Anual de Selección de Jugadores de la NFL de 2019. Hizo su debut profesional con el equipo Atlanta Falcons, en el cual jugó tres temporadas (2019-2022), luego pasó a Detroit Lions, donde lleva jugando dos temporadas.